# 丁鉉山
丁 鉉山（チョン・ヒョンサン、朝鮮語: 정현산、1969年8月12日 - 2000年2月11日）は、大韓民国の棋士。 
2000年2月11日、交通事故により31歳で死去した。

## 学歴
- 沖岩高等学校

## 略歴
1987年に入団し、1990年第5回神王戦で準優勝、1996年六段を経て2000年2月11日交通事故で死亡し引退した。

## 戦歴
- 1987年:入団
- 1988年 : 国旗戦 本大会
- 1990年:棋聖戦本戦、名人戦本戦、第5期親王戦準優勝
- 1993年:第12期KBS囲碁王戦本戦
- 1996年:6段昇段、第5期SBS杯連勝囲碁最強戦本選
- 1997年:第16期KBS囲碁王戦本戦、第5期配達王棋戦本戦